# رودا-اوپالین
رودا-اوپالین (به لهستانی:  Ruda-Opalin) یک روستا در لهستان است که در گمینا رودا-خوتا واقع شده‌است.